# Elecciones federales de México de 1934
Las elecciones federales de México de 1934 fueron las elecciones que se llevaron a cabo en México el domingo 1 de julio de 1934. En ellas fueron elegidos a nivel federal:
- Presidente de la República. Jefe de Estado y de Gobierno, electo para un periodo de seis años —sin posibilidad de reelección tras la reforma constitucional de 1933—, que iniciaría su encargo el 1 de diciembre del mismo año. El candidato electo fue Lázaro Cárdenas.
- 58 senadores. Miembros de la cámara alta del Congreso de la Unión para integrar las XXXVI y XXXVII Legislaturas. Un senador elegido de manera directa por cada estado de la República y el Distrito Federal para un periodo de tres años con posibilidad de reelección no inmediata tras la reforma constitucional de 1933.

- 171 diputados federales. Miembros de la cámara baja del Congreso de la Unión para integrar la XXXVI Legislatura. Un diputado elegido de manera directa en cada distrito uninominal para un periodo de tres años con posibilidad de reelección no inmediata tras la reforma constitucional de 1933.

## Resultados electorales
|  | 98.19 % |

|  | 1.08 % |

|  | 0.71 % |

|  | 0.02 % |

|  | 100.00 % |

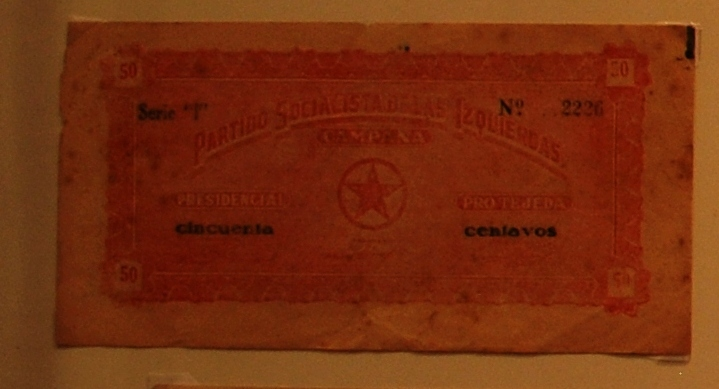
Un bono de contribución para la campaña de Tejeda.
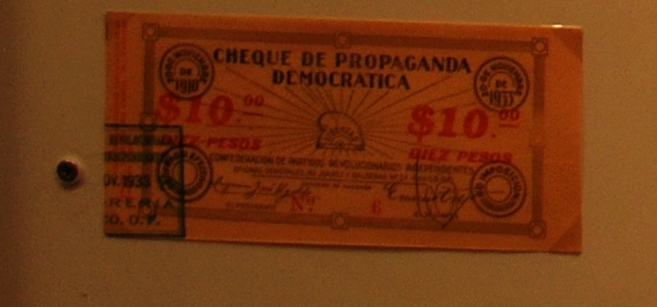
Un bono de contribución para la campaña de Villareal.